# شوتو ماتسونو
شوتو ماتسونو (ژاپنی: 町野 修斗؛ زادهٔ ۳۰ سپتامبر ۱۹۹۹) یک بازیکن فوتبال اهل ژاپن است.که در باشگاه فوتبال هولشتاین کیل آلمان در پست مهاجم بازی می‌کند.
از باشگاه‌هایی که در آن بازی کرده‌است می‌توان به باشگاه فوتبال یوکوهاما مارینوس، باشگاه فوتبال گراونز کیتاکیوشو و باشگاه فوتبال شونان بلمار اشاره کرد.